# Лукас Аларіо
Лукас Аларіо (ісп. Lucas Alario, нар. 8 жовтня 1992, Санта-Фе) — аргентинський футболіст, нападник, фланговий півзахисник бразильського клубу «Інтернасьйонал».
Володар Кубка Лібертадорес. Переможець Рекопи Південної Америки.

## Клубна кар'єра
Народився 8 жовтня 1992 року в місті Санта-Фе. Вихованець футбольної школи клубу «Колон». Дорослу футбольну кар'єру розпочав 2011 року в основній команді того ж клубу, в якій провів чотири сезони, взявши участь у 58 матчах чемпіонату.
Своєю грою за цю команду привернув увагу представників тренерського штабу клубу «Рівер Плейт», до складу якого приєднався 2015 року. Відіграв за команду з Буенос-Айреса наступні два сезони своєї ігрової кар'єри. Більшість часу, проведеного у складі «Рівер Плейта», був основним гравцем команди. У складі «Рівер Плейта» був одним з головних бомбардирів команди, маючи середню результативність на рівні 0,47 голу за гру першості. 2015 року допоміг команді стати володарем Кубка Лібертадорес, а наступного року перемогти у Рекопі Південної Америки
2017 року перебрався до Німеччини, уклавши 22 вересня п'ятирічний контракт з клубом «Баєр 04».

## Виступи за збірну
Восени 2016 року дебютував в офіційних матчах у складі національної збірної Аргентини.
| Дата      | Місто    | Господарі | Результат | Гості     | Турнір            | Голи | Примітки |
| --------- | -------- | --------- | --------- | --------- | ----------------- | ---- | -------- |
| 1-9-2016  | Мендоса  | Аргентина | 1 – 0     | Уругвай   | Відбір до ЧС 2018 | -    | 70'      |
| 6-9-2016  | Мерида   | Венесуела | 2 – 2     | Аргентина | Відбір до ЧС 2018 | -    | 71'      |
| 13-6-2017 | Сінгапур | Сінгапур  | 0 – 6     | Аргентина | товариський матч  | 1    | 46'      |
| Усього    |          | Матчів    | 3         |           | Голів             | 1    |          |

## Титули і досягнення
- Володар Кубка Лібертадорес (1):

«Рівер Плейт»: 2015
- Переможець Рекопи Південної Америки (1):

«Рівер Плейт»: 2016
- Володар Кубка Аргентини (1):

«Рівер Плейт»: 2016
- Переможець Суперкласіко де лас Амерікас (2):

Аргентина: 2017, 2019